# Igor Shparlinski
 (février 2023).
Si vous disposez d'ouvrages ou d'articles de référence ou si vous connaissez des sites web de qualité traitant du thème abordé ici, merci de compléter l'article en donnant les références utiles à sa vérifiabilité et en les liant à la section « Notes et références ».
Igor E. Shparlinski (né le 13 janvier 1956 à Kiev) est un mathématicien australien.

## Formation et carrière
Igor Shparlinski étudie les mathématiques à l'Institut pédagogique d'État de Moscou avec un diplôme en 1977 et un doctorat en 1980, avec une thèse sous la direction de Nikolaï Korobov.
De 1977 à 1992, il est à l'Institut de Moscou pour l'ingénierie radio, l'électronique et l'automatisation de l'Académie soviétique des sciences et enseigne également de 1980 à 1987 à la chaire de théorie des nombres à l'Institut pédagogique d'État. Il devient chargé de cours en 1992, professeur associé en 2001 et professeur en 2005 à l'Université Macquarie. Il travaille à l'Université de Nouvelle-Galles du Sud à Sydney.

## Travaux
Il s'intéresse à la théorie des nombres avec des applications en cryptographie, en informatique théorique et en théorie des codes et plus particulièrement aux sommes exponentielles et de caractères, aux corps finis, aux suites récurrentes linéaires. Il a travaillé entre autres sur les nombres de Giuga.

## Prix et distinctions
En 2006, il devient membre de l'Académie des sciences australienne et membre de la Société mathématique australienne, recevant leur médaille en 1996 et leur médaille George Szekeres en 2022. En 1996, il reçoit un prix de recherche Humboldt. Il a également occupé la Chaire Jean-Morlet du Centre international de rencontres mathématiques.

## Publications (sélections)

### comme éditeur
- Alf J. van der Poorten, Igor Shparlinski et Horst G. Zimmer (éditeurs), Number Theoretic and Algebraic Methods in Computer Science : Proceedings of the international conference on number theoretic and algebraic methods in computer science, NTAMCS ’93, Moscou, World Scientific, 1995, ix + 205 (ISBN 0-7923-5662-4, zbMATH 0901.00033).
- Gary McGuire, Gary L. Mullen, Daniel Panario (éditeurs) et Igor  Shparlinski, Finite fields : theory and applications. : =Ninth International Conference on Finite Fields and Applications, July 13-17, 2009, Dublin, Ireland, American Mathematical Society, coll. « Contemporary Mathematics » (no 518), 2010, viii+384 (ISBN 978-0-8218-4786-2, zbMATH 1193.11003)

### comme auteur
- [Shparlinski 1992] Igor Shparlinski, Computational and Algorithmic Problems in Finite Fields, Dordrecht, Kluwer, coll. « Mathematics and its Applications. Soviet Series » (no 88), 1992 (ISBN 0-7923-2057-3).
- [Shparlinski 1999] Igor Shparlinski, Finite Fields. Theory and Computation : The Meeting Point of Number Theory , Computer Science, Coding Theory and Cryptography, Dordrecht, Kluwer, coll. « Mathematics and its Applications » (no 477), 1999 (ISBN 0-7923-5662-4).
- [Shparlinski 1999] Igor Shparlinski, Number theoretic methods in Cryptography. Complexity lower bounds, Bâle, Birkhäuser, coll. « Progress in Computer Science and Applied Logic » (no 17), 1999 (ISBN 3-7643-5888-2).
- [Koniaguine et Shparlinski 1999] Sergueï Koniaguine et Igor Shparlinski, Character sums with exponential functions and their applications, Cambridge, Cambridge University Press, coll. « Cambridge Tracts in Mathematics » (no 136), 1999 (ISBN 0-521-64263-9).
- [Shparlinski 2003] Igor Shparlinski, Cryptographic applications of analytic number theory. Complexity lower bounds and pseudorandomness., Bâle, Birkhäuser, coll. « Progress in Computer Science and Applied Logic » (no 22), 2003, ix + 411 (ISBN 3-7643-6654-0, zbMATH 1036.94001).

- [Everest, van der Poorten,  Shparlinski et Ward 2003] Graham Everest, Alfred van der Poorten, Igor Shparlinski et Thomas Ward, Recurrence sequences, American Mathematical Society, coll. « Mathematical Surveys and Monographs » (no 104), 2003, xiii + 318 (ISBN 0-8218-3387-1) .
- [Allender, Saks et Shparlinski 2001] (en) Eric Allender, Michael Saks et Igor Shparlinski, « A lower bound for primality », Journal of Computer and System Sciences, vol. 62 « Special issue on the fourteenth annual IEE conference on computational complexity », no 2,‎ mars 2001, p. 356–366 (DOI 10.1006/jcss.2000.1725).